# Sur les traces d'un migrant
Pour plus de détails, voir Fiche technique et Distribution.
Sur les traces d’un migrant est un film documentaire burkinabé réalisé par Delphine Yerbanga et sorti en 2021. Initié en 2012 au Sénégal, ce long métrage est basé sur une histoire vraie, celle d'un migrant burkinabé perdu et activement recherché par ses enfants.

## Historique
Ce film qui parle de la migration en Afrique, relate une histoire vraie d'Abdoulaye Ouédraogo, un aventurier égaré. La réalisatrice, Delphine Yerbanga a la chance de rencontrer d'autres enfants d'Abdoulaye Ouédraogo au Sénégal, pendant la réalisation d'un projet d'école. Après avoir découvert leur origine commune burkinabé, ces dernières sollicitent son aide pour retrouver leur père. En sa qualité de réalisatrice, elle saisit cette opportunité et décide de les accompagner avec sa caméra. Ainsi naît le projet Sur les traces d'un migrant, initialement intitulé Sur les traces du père, en référence à la quête des jumelles. De retour au Burkina, la réalisatrice entreprend des investigations qui la mènent à la famille d'Abdoulaye. Par la suite, Delphine rencontre le frère du père des jumelles, Idrissa Ouédraogo, qui travaille également sur un livre retraçant la vie de son frère disparu. C'est alors que le titre du projet évolue, lorsque Delphine décide de l'intégrer au film en tant qu'acteur principal. Ensemble, ils parcourent le chemin d'Abdoulaye, un migrant ayant traversé la Côte d'Ivoire, le Sénégal et la Guinée-Bissau. C'est ainsi que se produit le changement de titre en Sur les traces d'un migrant. Initié en 2012 au Sénégal, ce documentaire s'achève en 2019. Avec l'aide d'Idrissa Ouédraogo, le frère d'Abdoulaye, la réalisatrice a pu reconstituer l'histoire de plusieurs familles. Ce documentaire résulte de sept années de recherches. Le tournage débute durant la septième année et la diffusion au public survient deux ans plus tard,.

## Synopsis
Adama et Awa, sœurs jumelles de 24 ans, entreprennent un voyage pour retrouver leur père disparu, un burkinabè nommé Abdoulaye Ouédraogo. Nées d'un père burkinabè et d'une mère sénégalaise, elles vivent avec leur tante à Saint-Louis au Sénégal après le décès de leur mère. Leur père les a quittées lorsqu'elles avaient huit ans,, partant pour construire une nouvelle vie. Elles se lancent dans une quête qui les mène à travers le Sénégal, la Guinée-Bissau et le Burkina Faso,, à la recherche des traces de leur père et des familles qu'il a fondées au fil de ses déplacements. Accompagnées de leur oncle Drissa Ouédraogo, elles explorent leurs racines culturelles et familiales.

## Fiche technique
- Titre original: Sur les traces d'un migrant
- Titre International (Anglais): Footsteps of a Migrant[12]
- Ancien Titre: Sur les traces du père
- Type: Long métrage documentaire
- Pays de production :  Burkina Faso
- Genres: Portrait, Société, Drame
- Langue de tournage: Français, Wolof, Mooré
- Sous-titres: Français, anglais
- Année de production: 2021
- Année de Sortie (Première): 2021
- Sociétés de production: Pilumpiku Production, Steps
- Durée: 70 minutes / 52 minutes)
- Pays de production: Burkina Faso, Afrique du Sud
- Pays de tournage: Burkina Faso, Sénégal, Guinée-Bissau
- Format de tournage: HD
- Producteurs: Mamounata Nikiéma (Pilumpiku Production), Tiny Mungwe (Steps), Don Edkins (Steps)[13]
- Scénariste: Delphine Yerbanga
- Directeurs de la Photo: Oumar Bâ, Stéphane Sawadogo, Isso Bationo
- Ingénieurs du son: Seydou Porgo, Honoré Soulama
- Auteur de la musique: Alif Naaba
- Monteur: Jupiter Sodré

## Production
- Budget: 101 995 €
- Financements obtenus: 5 000 € (en 2018)

## Soutiens
- Fonds Image de la Francophonie (Aide au développement de 10 000 euros)[14]
- Centre Cinématographique Marocain
- Jeune Création Francophone
- International Co-production Training Workshop
- Agadir Produire au Sud
- Bobo Dioulasso's scriptwriting residency
- Tënk co-production meetings[14]
- Ouaga Producer Lab
- Ouaga Film Lab
- Rencontres Sabaka (Journées Cinématographique de Carthage)
- Ciclic co-production meetings
- Deutsche Welle Akademie
- German Federal Ministry for Economic Cooperation and Development
- Robert Bosch Foundation
- Bertha Foundation

## Distribution
- Awa Ouédraogo
- Adama Ouédraogo[14]
- Drissa Ouédraogo

## Distinctions / festivals
- Grand prix du président du Faso du meilleur film burkinabè, Fespaco 2021[15],[16],[17],[18]

- Sélection - Cinéma Sub Saharien, 15è Festival international du Film de Femmes de Salé[19]
- Sélection - 16è Festival des Cinémas d'Afrique de Lausanne[20],[21]
- Sélection du projet de film -  Agadir Sahara PAS workshop 18, Maroc 2018
- Sélection du projet de film - Bobo residency, Burkina Faso
- Sélection du projet de film - Saint-Louis residency, Senegal
- Sélection du projet de film - Ouaga Producer Lab, Burkina Faso
- International Premiere, Ecrans Noirs 2021, Yaoundé